# 염화 알루미늄
염화 알루미늄(Aluminium chloride, AlCl3) 또는 알루미늄 삼염화물(aluminium trichloride)은 화학식 AlCl3(H2O)n (n = 0 or 6)을 지니는 화합물을 가리킨다. 비율이 1:3인 알루미늄과 염소 원자로 구성된다. 둘 다 흰 고체이지만 샘플은 종종 염화철(III)과 오염되는 경우가 있어 노란색을 띈다.
무수물은 상업적으로 중요하다. 녹는점/끓는점이 낮다. 알루미늄 금속 생산에 주로 생산/소비되지만 화학 산업의 다른 분야에서 대량으로 사용되기도 한다. 이 화합물은 루이스산으로 인용되기도 한다. 이는 온화한 온도에서 중합체에서 단량체로 거꾸로 되돌리는 무기 화합물의 한 예이다.

## 안전
무수물 AlCl3는 염기와 격렬하게 반응하므로 적절한 주의가 필요하다. 흡입하거나 접촉하는 경우 안구, 피부, 호흡계에 자극을 줄 수 있다.